# Campeonato europeo de hockey sobre patines masculino de 1957
El XXIII Campeonato europeo de hockey sobre patines masculino de 1957 se celebró en Barcelona (España) del 29 de mayo al 2 de junio de 1957. Fue organizado por el Comité Europeo de Hockey sobre Patines. La selección de España ganó su tercer título.

## Equipos participantes
|            |
| Alemania   |
| España     |
| Inglaterra |
| Italia     |
| Portugal   |
| Suiza      |

## Resultados
|            | Bandera de Inglaterra | Bandera de España | Bandera de Suiza | Bandera de Alemania | Bandera de Italia | Bandera de Portugal |
| ---------- | --------------------- | ----------------- | ---------------- | ------------------- | ----------------- | ------------------- |
| Inglaterra |                       |                   |                  |                     |                   |                     |
| España     | 4-2                   |                   |                  |                     |                   |                     |
| Suiza      | 1-5                   | 1-4               |                  |                     |                   |                     |
| Alemania   | 2-8                   | 0-1               | 4-3              |                     |                   |                     |
| Italia     | 3-1                   | 1-5               | 6-3              | 1-1                 |                   |                     |
| Portugal   | 8-2                   | 1-1               | 7-1              | 3-1                 | 1-4               |                     |

## Clasificación
| Equipo     | Pts | PJ | PG | PE | PP | GF | GC | DG  |
| ---------- | --- | -- | -- | -- | -- | -- | -- | --- |
| España     | 9   | 5  | 4  | 1  | 0  | 15 | 5  | +10 |
| Portugal   | 7   | 5  | 3  | 1  | 1  | 20 | 9  | +11 |
| Italia     | 7   | 5  | 3  | 1  | 1  | 15 | 11 | +4  |
| Inglaterra | 4   | 5  | 2  | 0  | 3  | 18 | 18 | 0   |
| Alemania   | 3   | 5  | 1  | 1  | 3  | 8  | 16 | -8  |
| Suiza      | 0   | 5  | 0  | 0  | 5  | 9  | 26 | -23 |